# Stella del mattino (araldica)
La stella del mattino è un'arma offensiva costituita da una mazza che termina con una palla munita di aculei metallici, che compare in alcuni stemmi civici.

Troncato d'argento e d'azzurro: nel 1° una testa d'alce d'azzurro, dentata e lampassata di rosso; nel 2° due stelle del mattino d'argento in decusse (stemma di Kurikka, Finlandia, in uso dal 1951 al 2008)
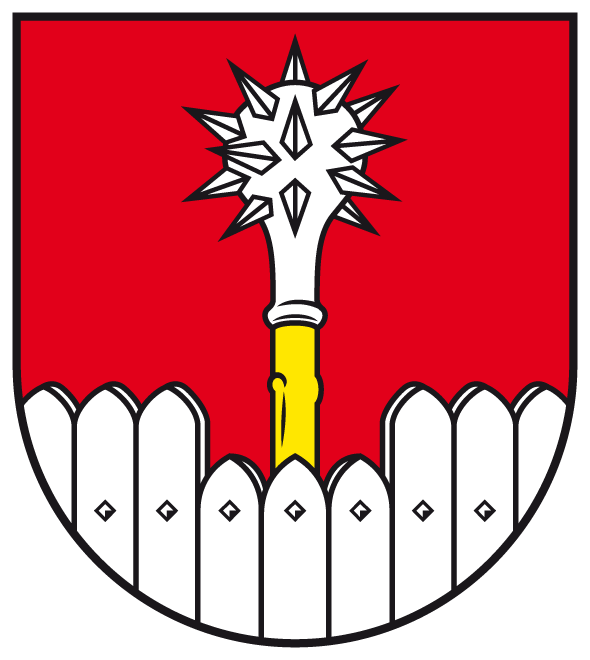
Stemma di Eyershausen, Germania

## Posizione araldica ordinaria
La stella del mattino è rappresentata abitualmente posta in palo, posizione che si può non blasonare.